# Chesterfieldeiland
Chesterfieldeiland is een eiland ten westen van Madagaskar gelegen in de Straat Mozambique, in de Indische Oceaan. Het ligt ten westen van de kaap Saint-André en behoort administratief tot de regio Melaky.